# Quinto comandamento
Quinto comandamento è un romanzo d'avventura ad ambientazione storica del 2018 scritto da Valerio Massimo Manfredi ed edito dalla Mondadori, ed è ambientato principalmente durante la crisi del Congo iniziata nel 1960.

## Trama
L'11 febbraio 2004, a Imola, un uomo di nome Jean Lautrec irrompe in un ospedale dove è ricoverato il sacerdote Marco Giraldi; l'anno prima, in Brasile, quest'ultimo è riuscito a fatica a sfuggire ai sicari assoldati dalle multinazionali contro cui si è messo per fermare la distruzione della foresta amazzonica, ma adesso si trova a letto avvelenato dalla diossina e tenuto in vita dalle macchine. Di fronte al professor Savelli, primario dell'ospedale, Lautrec e Giraldi narrano la loro storia.
La vicenda si sposta nel 1960, e Giraldi dopo che ha fatto parte di un gruppo chiamato "P&P", ovvero "Preti e Partigiani", insieme al missionario saveriano padre Domenico, viene mandato in missione nel Congo belga: il paese sta infatti attraversando un periodo di crisi a un passo dall'indipendenza dal Belgio, e padre Giraldi è incaricato a contribuire ad arginare la situazione con l'aiuto delle comunità cristiane ivi presenti, compresi i padri Bianchi. Arrivato a Léopoldville, Marco fa la conoscenza di altri due sacerdoti, il connazionale padre Renzo, esperto aviatore, e padre Louis Chevallier, belga, il quale deciderà di accompagnarlo in una spedizione volta ad esplorare il paese. Durante il viaggio, i due fanno la conoscenza di una ragazza nativa di nome Bashira, adottata dieci anni prima da una coppia senza figli, il funzionario belga Julien Werpen e la moglie Madame Thérèse; e come i genitori prima di lei, Bashira combina un rapporto interrazziale con Louis, rimanendo incinta. Tale rapporto viene accolto in maniera positiva dai signori Werpen, che accettano il bambino, ma la chiesa lo ritiene sconsiderato ed espelle Louis dall'ordine. Indignato, Giraldi chiede giustizia al padre superiore Van Grove, ma durante la discussione, alla radio viene annunciato un duplice discorso da parte di Patrice Lumumba: il primo, in francese, annuncia l'indipendenza del Congo dall'impero belga, ma l'altro, in lingua lingala, annuncia una vendetta contro tutti coloro che hanno sfruttato il paese, una vendetta malata di stupri, omicidi, razzie e saccheggi come già i belgi fecero con i nativi per decenni.
La situazione precipita immediatamente, sia con la divisione tra la parte di Léopoldville (guidata da Joseph Kasa-Vubu e sostenuta da Stati Uniti) e Stanleyville (pro-Unione Sovietica e guidata da Lumumba), sia con la secessione degli stati di Katanga e Sud Kasai (sostenuti da Belgio, Sudafrica e Rhodesia), e degenera con numerosi episodi di violenza e morte, compresa la spaventosa strage dei padri Bianchi a Bukavu. Capendo subito anche che tra gli altri che Louis è in pericolo, Marco si mette subito alla sua ricerca, aiutato da Renzo; dopo aver ritenuto erroneamente che Louis dall'hotel Lion d'Or di Léopoldville si stesse spostando verso nord via nave, probabilmente a Stanleyville, un'indagine condotta personalmente e finita con degl inconvenienti tra cui una piccola sparatoia porta Marco a comprendere che Louis si trova invece ancora a Léopoldville. Una volta trovatolo, gli affida un messaggio da consegnare al quartiere generale dell'ONU; il segretario generale e gran parte dei suoi soldati sono scandinavi, e dato che la Svezia è una monarchia come il Belgio, Louis può raggiungere il re Baldovino, che si trova ancora in Congo e può contattare a sua volta il re svedese per fermare i massacri. Ma gli uomini di Tshombe, presidente fantoccio del Katanga, massacrano di botte Lumumba nell'aereo dove si trovava Louis, il quale è stato affidato alle cure della regina Mwami Kazi, una sciamana congolese e madre di Rugenge, un guerriero nativo conosciuto già in previe circostanze. Nei mesi che seguono, Marco viene coinvolto in un paio di missioni per far evacuare dei missionari in balia dei ribelli Simba, i quali compiono ogni genere di atrocità mietendo numerose vittime, tra cui anche la povera Bashira.
Ormai conscio che moltissimi missionari in tutto il Congo sono in pericolo di vita, Marco decide così di restare a difendere i confratelli innocenti in quel paese in preda completa al caos, guadagnandosi così la consapevolezza di essere diventato un "templare", un "prete combattente"; continuerà a farlo anche nonostante i forti pareri negativi da parte della Chiesa, arrivando al punto di auto-espellersi dalla conclave. Non può compiere questa missione santa da solo, e per fortuna non è solo: si aggirano infatti dei volontari che si battono bene contro i Simba a Bukavu, e Marco avrà il dovere di guidare una ventina di loro in capo a tre giorni in quella che sarà la loro prima missione, ovvero irrompere nel vescovado a Uvira per liberare degli ostaggi in mano ai Simba. Al gruppo, guidato dall'ormai Colonnello Giraldi e che ben presto si chiamerà Quinto Commando, si uniranno anche Louis, che si oppone a Antoine Gizenga, a capo dei Simba a est del Congo, in quanto responsabile della morte della moglie; Sergio Roncato, ottimo tiratore e radiomarconista; e Rugenge, anche lui diventato un ottimo guerriero; in seguito vi entrerà a far parte anche un chirurgo russo di nome Kazianoff, ex-Spetsnaz alcolizzato ma dalla mano ferma. Assistiti dai sudafricani di O'Hare, i mercenari di Marco, al prezzo di qualche perdita, riescono a salvare gli ostaggi e a fare strage dei Simba che li tenevano prigionieri, e in quel momento riconosce tra il suo gruppo un uomo che già prima lo aveva salvato mentre tentava di salvare una ventina di spiritani; è lo stesso uomo apparso a inizio libro, e si chiama Piero, ma anche Jean Lautrec.
Il gruppo ben presto compie missioni su missioni, sfidando i Simba e salvando tutti gli ostaggi che possono dalle loro grinfie e dagli orrori della guerra e delle atrocità da loro commesse. Ma a seguito di una missione fallita, ovvero il difendere un villaggio che viene dato alle fiamme dai ribelli, a Marco e compagni viene ordinato di partire subito; con i ribelli che si avvicinano a loro, Kazianov decide di restare indietro e sacrificarsi per aiutare i compagni a fuggire. Dopo ciò, al Quinto Commando viene impartita una duplice missione molto particolare: scoprire dove si trova il famigerato Ernesto "Che" Guevara, che supporta i Simba nonostante i suoi metodi idealisti fallimentari, e recuperare gli due padri rimasti, i saveriani Rosato e Moratti, i quali si trovano a Museme, al confine con la Tanzania, schieratasi con i ribelli. Il "Che" e i suoi cubani sembrano tuttavia effettivamente assenti, ma il pericolo che corrono i due padri è reale, e Marco decide di giocare d'anticipo: nell'operazione, però, prima Louis perde la vita dopo aver calpestato una mina, e in seguito, durante i combattimenti, Rugenge resta ferito a una gamba e decide di allontanare tutti e sacrificarsi perché gli altri si salvino, al che Marco decide anche lui di andare da solo a rischiare la vita, rimandando tutti gli altri a Bukavu.
Ormai rimasto solo di sua volontà, Marco raggiunge il villaggio di Museme, e nonostante il timore di gran parte dei guerreri nativi, che lo riconoscono quasi subito come uno dei membri del Quinto Commando, riesce a convincere i capi ad aiutarlo a liberare i due confratelli in cambio dei negoziati per una resa. Così, Marco si unisce ai guerrieri del capo Kakemba, che portano dalla loro parte alcuni villaggi stanchi della guerra e della follia dei Simba, e dopo un lungo ed estenuante viaggio riesce a trovare padre Rosato e padre Moratti, con i tre che vengono prelevati da Lautrec.
Finito tutto, Marco resta per mesi in Congo, visitando di tanto in tanto Mwami Kazi, salvo poi scoprire che il figlio Rugenge è anche lui ancora vivo, amputatosi una gamba e rifugiatosi in un luogo sicuro per sfuggire ai Simba. Alla fine, viene richiamato in Italia e in seguito si dirige a Parigi, dove ha preso dimora stabile suor Antoinette, che durante il corso delle vicende del romanzo ha sviluppato un rapporto con Marco tanto da restare incinta del suo bambino; Marco però decide di allontanarsi, augurando buona fortuna a lei e al piccolo.
Si torna al presente, e Lautrec racconta il resto della sua storia: Lautrec è rimasto nel Congo fino agli anni '90, e nel 1967 ha fatto parte di un'operazione comandata dai mercenari Jean Schramme e Bob Denard, a capo di cinquecento mercenari e tremila katanghesi; occupata Stanleyville, il gruppo si è diretto a Léopoldville, poi Kinshasa, ma l'aereo di Tshombe, che doveva prendere il potere, è stato dirottato in Algeria dove egli ha vissuto il resto dei suoi giorni. Dopo varie battute d'arresto, culminato con un assedio sulla penisola sul lago Kivu, ai mercenari è stato concesso di tornare a casa, poco prima della morte di Mobutu nel 1997 dopo che egli è stato dittatore dello Zaire per trent'anni. Riparatosi in Brasile con i suoi compagni, Lautrec ha ricevuto l'ordine di uccidere nientedimeno che padre Giraldi, missione che per fortuna ha deciso di non accettare. Dopo questo racconto, Lautrec decide di andarsene via.

## Personaggi
- Marco Giraldi: un prete italiano che all'inizio del romanzo, ad almeno ottant'anni, si trova in stato di ricovero a causa dell'assunzione della diossina durante una sua escursione in Brasile. Durante i primi anni '60, arriverà a guidare un gruppo di mercenari per salvare quanti più missionari possibili.
- Jean Lautrec: un mercenario di nazionalità ignota. Lo si vede per la prima volta nel romanzo, quando è ormai conoscente di Marco; la prima volta in cui si incontrano avviene quando lo salva durante una missione fallita, facendosi passare per un certo "Piero, e poi niente", e si rivelerà uno dei mercenari del Quinto comando sotto Marco, con cui instaurerà un rapporto d'amicizia.
- Louis Chevallier: mercenario vallone. Intratterrà un rapporto consensuale con la giovane Bashira, dalla quale avrà un figlio. Tale unione gli costerà l'espulsione dall'ordine dei padri Bianchi. Dopo aver perso la moglie, decide di unirsi al gruppo del Quinto commando di Giraldi, seguendolo fino alla morte avvenuta per mano di una mina.
- Bashira: una congolese di madre nativa e padre belga; così come i genitori, combinerà un rapporto interraziale con Louis, rimanendo incinta di un bambino. Nonostante il marito tenti di metterla al sicuro, la sua morte arriva per mano dei Simba, e sprona Louis a vendicarsi su di loro.
- Sergio Roncato: ottimo tiratore e radiomarconista italiano, seguirà Marco nel Quinto comando.
- Kazianoff: ex-Specnaz e abile chirurgo. Vive da solo e alcolizzato dopo che Stalin gli ha sterminato la famiglia per non essere tornato in tempo da una missione; nonostante il suo vizio del bere, ha comunque una mano ferma. Sarà uno dei seguaci di Marco nel Quinto commando, e dopo il fallimento di un'importante missione si sacrificherà per permettere ai compagni di fuggire.
- Mwami Kazi: regina dei Bashi, una tribù molto fiera e indipendente. Appare per la prima volta quando Marco le chiede indicazioni di Louis, che in seguito ospiterà nella sua capanna.
- Rugenge: un giovane guerriero nativo congolese figlio di Mwami Kazi. Si rivelerà un abile sparatore, e ben presto farà parte del Quinto commando di Marco, tornando a casa con una gamba amputata e celebrato come un eroe dalla sua gente.

## Edizioni
- Valerio Massimo Manfredi, Quinto comandamento, Mondadori, 4 settembre 2018,  p. 348, ISBN 9788804683841.
- Valerio Massimo Manfredi, Quinto comandamento, Oscar absolute, Mondadori, 22 ottobre 2019,  p. 384, ISBN 9788804718093.